# Dublin, Ohio
Dublin là một thành phố thuộc quận Franklin, tiểu bang Ohio, Hoa Kỳ. Năm 2010, dân số của thành phố này là 41751 người.

## Dân số
- Dân số năm 2000: 31392 người.
- Dân số năm 2010: 41751 người.